# 榎本道章
榎本 道章（えのもと みちあき、天保4年12月1日（1834年1月10日） - 明治15年（1882年）7月21日）は、江戸時代末期（幕末）の江戸幕府旗本。官名は対馬守。通称は亨蔵。諱は道章。旧姓は高林。養父は榎本林右衛門。

## 経歴
文久3年（1863年）に一橋家目付となり、慶応2年（1866年）には徳川慶喜の徳川家相続に尽力し、同年8月に幕府目付。同4年（1868年）1月、慶喜の江戸帰還に同行し、8月には旧幕艦隊で江戸を脱して蝦夷地に渡り、箱館政府では会計奉行に任ぜられる。明治2年（1869年）5月に降伏し、謹慎後の同3年（1870年）3月に静岡藩へ帰参、翌明治3年（1870年）には開拓使に出仕した。

## 近江屋事件の黒幕？
勝海舟の日記（明治3年4月15日）には次のような記述がある。
この記述が、司馬遼太郎の小説『竜馬がゆく』のあとがきで、「榎本対馬が近江屋事件（坂本龍馬暗殺）の黒幕か」として引用されたこともあって、榎本道章黒幕説が広く流布された。
しかし海舟日記の記述は、坂本龍馬とは旧知の間柄で近江屋事件当時は大目付であった松平勘太郎が、「佐々木や今井による暗殺は上からの指図によるものだろうが、その指図をしたのが何者か分からない。（命令系統からいえば自分も含まれるが、もとより違うし）自分の下僚である榎本対馬が関与しているかどうかも分からない」と述べた言葉をそのまま書き留めたものであり、司馬の引用は不正確であることに注意が必要である。